# Samsung Galaxy Z
A série Samsung Galaxy Z (também conhecidos como Samsung Galaxy dobráveis em alguns mercados) é uma linha de  smartphones dobráveis fabricados pela Samsung Electronics.
A Samsung inaugurou a série Galaxy Z de smartphones dobráveis com o lançamento do Galaxy Z Flip em 2020, estabelecendo um novo padrão para os dispositivos móveis do futuro.

## Celular que se dobra: um protótipo inovador
Em 2018, a Samsung divulgou o seu modelo experimental de celular dobrável, denominado Samsung Galaxy X. No ano seguinte, o produto foi fabricado e comercializado com o novo nome de Samsung Galaxy Z.

## Modelos
A série Samsung Galaxy Z inclui os seguintes modelos:
- Samsung Galaxy Z Fold – o primeiro smartphone dobrável da Samsung, lançado em 2019, que se dobra horizontalmente e tem uma tela interna de 7,3 polegadas e uma tela externa de 4,6 polegadas.
- Samsung Galaxy Z Flip – o segundo smartphone dobrável da Samsung, lançado em 2020, que se dobra verticalmente e tem uma tela interna de 6,7 polegadas e uma tela externa de 1,1 polegadas.
- Samsung Galaxy Z Fold 2 – o sucessor do Galaxy Z Fold, lançado em 2020, que tem uma tela interna de 7,6 polegadas com taxa de atualização de 120 Hz, uma tela externa de 6,2 polegadas e câmeras melhoradas.
- Samsung Galaxy Z Flip 3 – o sucessor do Galaxy Z Flip, lançado em 2021, que tem uma tela interna de 6,7 polegadas com taxa de atualização de 120 Hz, uma tela externa de 1,9 polegadas e resistência à água IPX8.
- Samsung Galaxy Z Fold 3 – o sucessor do Galaxy Z Fold 2, lançado em 2021, que tem uma tela interna de 7,6 polegadas com taxa de atualização de 120 Hz e suporte à S Pen, uma tela externa de 6,2 polegadas e resistência à água IPX8.